# 겐츨리크 공원
겐츨리크 공원(또는 겐츨릭 공원(Gençlik Parkı)으로 불린다.)은 터키의 수도 앙카라에 위치한 공원이다. 튀르키예어 겐츨릭은 젊음(Youth)이라는 뜻이다.
앙카라에는 도시 곳곳에 크고 작은 공원들이 있으며 울루스에 위치한 겐츨리크 공원(Gençlik Parkı)에는 놀이공원과 호수가 있어서 주말에 많은 사람들이 찾는다. 겐츨리크 공원은 1952년부터 1976년까지 100 튀르키예 리라의 뒷면에 그려져 있었다. 또한, 시내에 아타튀르크 오르만 치프트리이(Atatürk Orman Çiftliği)라는 아타튀르크가 생전에 농장일을하던 농원이 있는데, 이 곳에는 동물원과 농장, 레스토랑 등이 있다. 또한, 아타튀르크가 태어난 그리스 테살로니키에 위치한 생가를 완벽하게 복원해 놓은 집도 있다. 농장인 치프틀리크(Çiftlik)에 방문하는 관광객들은 농장에서 생산되는 치즈, 전통 맥주, 아이스크림 등을 맛 볼 수 있으며, 주변에는 카페와 레스토랑들이 있다.